# Daniel Aranzubia
Daniel Aranzubia Aguado (Logroño, 1979. szeptember 18. –) spanyol labdarúgó, kapus. Jelenleg az Atletico de Madrid játékosa, korábban az Athletic Club kapuját védte.

## Pályafutása

### Klubcsapatban
Aranzubia az Athletic Club nevelése, a tartalékcsapat és a CD Baskonia után végül 2001-ben mutatkozhatott be az első csapatban. Miután két évig Iñaki Lafuente cseréje volt, vitathatatlanul ő lett a klub első számú kapusa. 2004-ben egy négyéves szerződéshosszabbítást írt alá. A 2005-06-os szezonban kevesebb meccsen játszott, ekkor szerephez jutott Lafuente és a feltörekvő Gorka Iraizoz is.
2008-ban a Deportivo játékosa lett. Első szezonjában egy kivételével az összes meccsen ő védett.

### A válogatottban
Aranzubia eddig egy meccsen léphetett pályára a válogatottban, Santiago Cañizares helyett csereként, Andorra ellen, 2004-ben.
A 2004-es Eb-n harmadik számú kapus volt a válogatottnál.

## Sikerei, díjai
- Spanyolország U20:
  - Világbajnok: 1999